# Albert Thibaudet

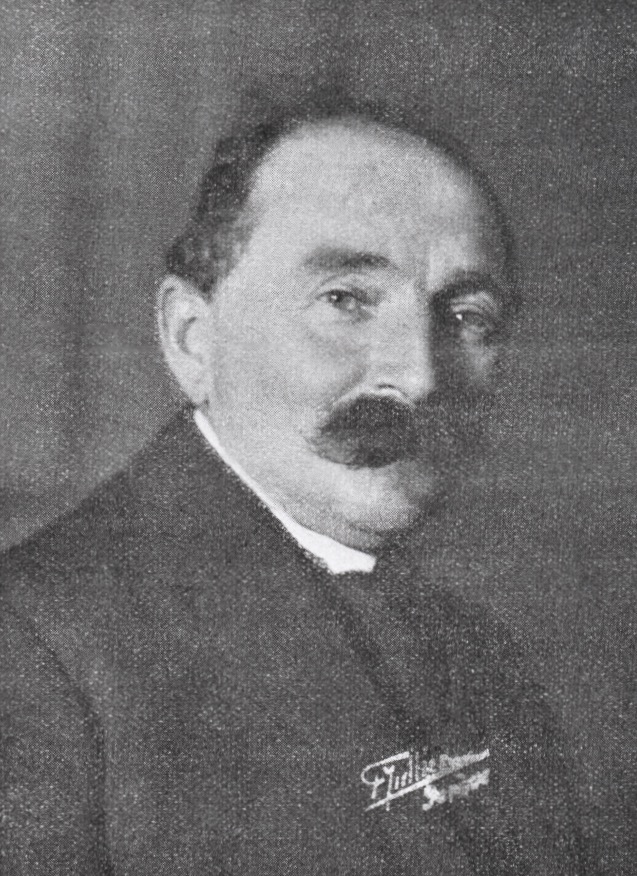
Albert Thibaudet en los años 1930.

Albert Thibaudet (Tournus -Saône-et-Loire-, 1 de abril de 1874 - Ginebra, 16 de abril de 1936) fue un crítico literario francés muy apreciado en el periodo de entreguerras, que escribió en La Nouvelle Revue française (NRF) desde 1912 hasta su muerte.

## Vida

### Formación
Miembro de una familia de la burguesía borgoñona, su padre era uno de los dirigentes del radical-socialismo de Saône-et-Loire.
Antiguo alumno de Henri Bergson, fue influenciado por el bergsonismo.
La Académie française le otorgó el prix d'éloquence ("premio a la elocuencia") en 1896.
Viajó por Grecia entre 1901 y 1903, publicando sus reflexiones en Les Images de Grèce.
Comenzó una carrera literaria con poco éxito. En 1897, publicó Le Cygne rouge, un drama simbolista en verso y prosa, influenciado por la obra de Mallarmé. Publicó ensayos y, en 1912, su primera obra de crítica, La Poésie de S. Mallarmé. Influenciado por la teoría de Bergson sobre la intuición, la aplica a la creación literaria.

### Carrera profesional
Emprendió una carrera de enseñanza y crítica literaria; en la que llegó a ser uno de los más influyentes en la literatura francesa del periodo de entreguerras.
En agosto de 1914 fue movilizado como caporal ("cabo") en el 60e régiment d'infanterie territoriale y partió a la Primera Guerra Mundial llevando varios libros en su mochila, entre ellos Historia de la guerra del Peloponeso de Tucídides. Aunque no llegó a entrar en combate, pasó con el 260e régiment d'infanterie territoriale algunas semanas en las trincheras de primera línea, en tareas de apoyo. En 1917 pasó al 45e régiment d'infanterie territoriale, siempre en tareas de retaguardia. No fue desmovilizado hasta enero de 1919.
Desde 1924 hasta su muerte fue titular de la cátedra de literatura francesa en la Universidad de Ginebra.
Acuñó la famosa expresión la République des professeurs ("la República de los profesores"), título de una de sus obras, a propósito del Cartel des Gauches ("Cartel de las izquierdas") de 1924, que reunía a Herriot, Blum y Painlevé, todos ellos salidos de la École normale supérieure de París (conocida por su dirección: rue d'Ulm), que hoy se opone a la dictature des médias ("la dictadura de los medios"), expresión acuñada por Louis Porcher. También a Thibaudet se debe la frase Si Paris est la capitale de la France, Lyon est la capitale de la province ("si París es la capital de Francia, Lyon es la capital de la provincia").

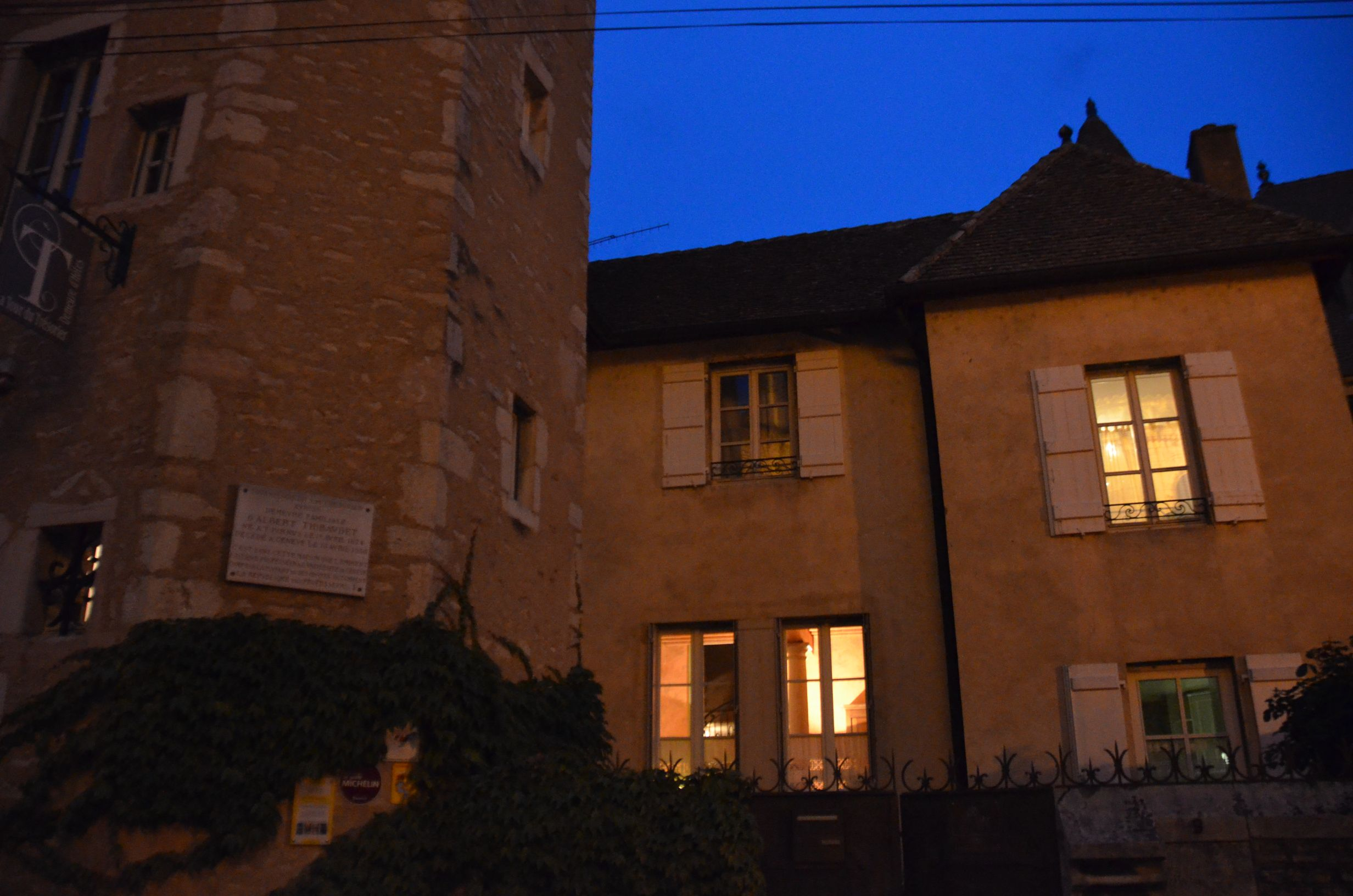
Su casa natal, en Tournus.

### Crítica literaria
Durante veinte años, a partir de 1912, llevó la sección de crítica literaria en La Nouvelle Revue française. Para él, la crítica debía comunicar al lector el placer de leer. Su método crítico aliaba la simpatía y el placer, el saber y el gusto.
Su impresionante erudición le permitió publicar ensayos sobre temas tan diversos como Tucídides, Henri Bergson, Gustave Flaubert, Stendhal, Maurice Barrès, Paul Valéry o sobre los partidos políticos de Francia.
Sus Réflexions publicadas entre 1938 y 1941 presente una clasificación, situando las corrientes y las generaciones literarias. En 1936 publicó Histoire de la littérature française de 1789 à nos jours.
René Rémond le consideraba "el fundador de la historia de las ideas políticas".
Fue un europeísta convencido; participando en 1928 en el primer curso universitario de Davos, con numerosos otros intelectuales franceses y alemanes.

### Distinciones
Albert Thibaudet fue presidente de honor de la Société des amis des arts et des sciences de Tournus y miembro de la Académie de Mâcon.
El Centre Thucydide (instituto de investigación de la Université Panthéon-Assas (Paris II)) creó, en 2008, un Prix Albert-Thibaudet que premia al autor de una obra francófona sobre relaciones internacionales.

## Obras
Lista no exhaustiva, ordenada por el año de la primera edición, extraída de las más de doscientas obras disponibles:
- Ronsard, Adolphe Miège / Éditions des Équateurs, 1896.
- La poésie de Stéphane Mallarmé - étude littéraire - préface Jean-Yves Tadié, épilogue avec deux textes de Paul Valéry, NRF / Gallimard, 1912 (reimpresiones en 1913, 1925, 1926, 1929, 1938, 1959, 1979 y 2006).
- Les heures de l'Acropole, NRF, 1913.
- La campagne avec Thucydide, NRF, 1922.[5][6]
- Gustave Flaubert (1821-1880) - sa vie, ses romans, son style, Plon / Gallimard, 1922 (reimpresiones: 1935, 1963, 1968, 1982, 1992 y 2017).
- Paul Valéry (1871-1945), Bernard Grasset / Éditions Le Mono, 1923.
- Le bergsonisme, vol. 2, Paris, NRF / Gallimard, coll. « Trente ans de vie française », 1923 (reimpresa en 1924 y 1939), 256, 256, 18 cm (OCLC 36426871, BNF 31454452, SUDOC 052891836.
- Les Princes lorrains, Paris, Bernard Grasset, coll. « Les Cahiers verts », 1924, XXIII-213 p., 19 cm (OCLC 420181047, BNF 31454445, SUDOC 018083560.
- Le liseur de romans (Roman), Paris, G. Crès et Cie, coll. « Essais et critique », 1925, XXXIV-238 p., 19 cm (OCLC 1557926, BNF 31454436, SUDOC 046297839.
- Les images de Grèce, Paris, A. Messein, coll. « La Phalange », 1926, 200 p., 19 cm (OCLC 490070820, BNF 31454434, SUDOC 021995427, présentation en ligne [archive]).
- La République des Professeurs : suivi par Les Princes lorrains [para la edición de 2006] (prefacio de François Bourricaud (1922-1991) / Michel Leymarie) (France [1870-1940, 3e République]), Paris / Genève, Bernard Grasset / Éditions André Sauret / Slatkine / Hachette Littératures, coll. « Les Écrits / Grand prix des 12 œuvres historiques capitales, 1871-1945 / Ressources / Pluriel Histoire » (reimpresa en 1973, 1979 y 2006) (1ª edición, 1927), 264 p., 20 cm (ISBN 2-01-279-3096, OCLC 458276529, BNF 34043684, SUDOC 011345020).
- Cluny (postfacio de Matthieu Baumier, ilustraciones de C. Le Breton), Paris / Mâcon, Émile-Paul Frères / A contrario, coll. « Portrait de la France » (reimpreso en 2004) (1ª edición, 1928), 86 p., 22 cm (ISBN 2-7534-0015-6, OCLC 458276500, BNF 31454422, SUDOC 103515666).
- Amiel ou La part du rêve (Biographie), Paris, Hachette, coll. « Le passé vivant », 1929, 244 p., 18 cm (OCLC 492486214, BNF 31454420, SUDOC 062674587.
- Mistral ou La République du soleil (Biographie), Paris, Hachette, coll. « Le Passé vivant », 1930, 260 p., 19 cm (OCLC 299914490, BNF 37506002, SUDOC 005795354.
- Physiologie de la critique (prefacio de Michel Jarrety), Paris, Nouvelle Revue critique / Librairie Nizet / Les Belles Lettres, coll. « Les essais critiques / Le Goût des idées » (reimpreso en 1948, 1962, 1971 y 2013) (1ª edición de 1930), 247 p., 19 cm (ISBN 978-2-251-20035-4, OCLC 421809364, BNF 31454440, SUDOC 064353346).
- Stendhal, Paris, Hachette, coll. « Les romantiques », 1931, 190 p., 19 cm (OCLC 301711320, BNF 31454451, SUDOC 045246041).
- Les idées politiques de la France, Paris, Stock, Delamain et Boutelleau / FV éditions (reimpreso en 2020) (1ª edición, 1932), 265 p., 19 cm (ISBN 979-1-0299-1086-9, OCLC 82891692, BNF 31454433, SUDOC 05189940X).

### Publicaciones póstumas
- Histoire de la littérature française de 1789 à nos jours (prefacio de Léon Bopp y Jean Paulhan / Michel Leymarie), Paris / Verviers (Belgique), Stock, Delamain et Boutelleau / Marabout / CNRS Éditions (reimpresiones de 1939, 1946, 1947, 1952, 1963, 1969, 1981 y 2016) (1ª edición, 1936), XI-587 p., 19 cm (ISBN 2-501-00098-6 et 978-2-271-08998-4, OCLC 81318439, BNF 35717864, SUDOC 011490985).
- Réflexions sur la littérature (prefacio anotado por Antoine Compagnon y Christophe Pradeau [edición de 2007]), vol. 2, Paris, Gallimard, coll. « Quarto » (reimpresión de 2007) (1ª edición, 1938), 263, p. 314 / p. 1754, 21 cm (ISBN 978-2-07078367-0, OCLC 301643861, BNF 31454447, SUDOC 017623812).
- Panurge à la guerre, Paris, Gallimard / NRF, 1940, 109 p., 19 cm (OCLC 489939043, BNF 31454438, SUDOC 011046341.
- Montaigne (prefacio reconstruido por Floyd Gray a partir de notas manuscritas), Paris, Gallimard, coll. « Les Cahiers de la NRF » (reimpresión de 1997) (1ª edición, 1963), 571 p., 21 cm (ISBN 2-0702-6246-4 et 2-0707-4877-4, OCLC 299831843, BNF 37522562, SUDOC 008461562).
- Réflexions sur la politique (Œuvres choisies [1924 à 1932]) (edición establecida por Antoine Compagnon), Paris, Éditions Robert Laffont, coll. « Bouquins », 2007, XXXI-1037 p., 20 cm (ISBN 978-2-221-10202-2, OCLC 421919107, BNF 41028549, SUDOC 114493820).
- Socrate (texto manuscrito anotado por Floyd Gray y Henri Larue, prefacio de Michel Leymarie), Paris, CNRS Éditions, coll. « CNRS philosophie », 2008, 440 p., 23 cm (ISBN 978-2-271-06733-3, OCLC 377956614, BNF 41362429, SUDOC 12910907X.